# Skierka agallocha
Skierka agallocha är en svampart som beskrevs av Racib. 1909. Skierka agallocha ingår i släktet Skierka och familjen Pileolariaceae.   Inga underarter finns listade i Catalogue of Life.